# غشنادر
غشنادر هي قرية في مقاطعة كرج، إيران. يقدر عدد سكانها بـ 20 نسمة بحسب إحصاء 2016.